# Montacher-Villegardin
Montacher-Villegardin település Franciaországban, Yonne megyében. Lakosainak száma 719 fő (2022. január 1.). Montacher-Villegardin Dollot, Domats, Bazoches-sur-le-Betz, La Belliole, Chéroy, Jouy és Saint-Valérien községekkel határos.

## Népesség
A település népességének változása:
| Lakosok száma | 778  | 773  | 780  | 766  | 749  | 732  | 715  | 710  | 719  |
|               | 2013 | 2015 | 2016 | 2017 | 2018 | 2019 | 2020 | 2021 | 2022 |